# Jindřich Kučera (fotbalista)
Jindřich Kučera (* 28. října 1993) je český fotbalový útočník, momentálně hrající za celek FC Slovan Havlíčkův Brod.

## Klubová kariéra
S fotbalem začínal ve čtyřech letech ve Slovanu Havlíčkův Brod. O sedm let později zamířil do Vysočiny Jihlava, kde postupně prošel mládežnickými kategoriemi. V roce 2012, když už hrál za juniorský tým, se formou hostování vrátil do Havlíčkova Brodu. V Jihlavě nastupoval nadále především za juniorku, ale na začátku září 2013 se přesunul do "A" týmu. Tady ovšem nastoupil pouze do jediného utkání – v zápase 8. kola na hřišti Sigmy Olomouc (3:4) střídal v 74. minutě Karola Karlíka.

### FC ŽĎAS Žďár nad Sázavou (host.)
V zimě 2014 odešel na půlroční hostování do třetiligového ŽĎASu Žďár nad Sázavou a v generálce na ligu se blýskl dvěma góly do sítě Dosty Bystrc (4:2). V základní sestavě ŽĎASu nastoupil hned v prvním jarním záchranářském duelu na hřišti FK Mikulovice (1:1). V tomto zápase jej v 90. minutě vystřídal Tomáš Ločárek; ještě předtím obdržel v 79. minutě žlutou kartu. Ve druhém zápase s rezervou Sigmy Olomouc odehrál celý zápas a pomohl tak k remíze 1:1. Vítězství se nedočkal ani na třetí pokus, když Žďár nestačil na Orlovou (0:1).

### FC Vysočina Jihlava (návrat)
Přípravu na novou sezonu 2014/15 začal v "A" týmu jihlavské Vysočiny. Zahrál si v přátelských zápasech s FK AS Trenčín (odehrál poločas), FC MAS Táborsko (odehrál poločas) a FC Graffin Vlašim (v 77. minutě střídal Tomáše Kučeru). Na soustředěný do Rakouska již s týmem neodjel a následně zamířil na hostování do třetiligové Chrudimi.
Svojí účastí v semifinálovém utkání s MFK Ružomberok (celý zápas; proměnil penaltu v rozstřelu) pomohl týmu k vítězství na Perleťovém poháru v Žirovnici.

### MFK Chrudim (host.)
Zdrojem pro veškeré zápasy jsou Referáty ze zápasů na oficiálních stránkách klubu
Dres Chrudimi poprvé oblékl hned v prvním přátelském zápase s juniorkou Slavie Praha (4:3; odehrál poločas), nastoupil i do zápasů s SK Sulko Zábřeh (2:4; poločas), juniorkou Hradce Králové (2:1; poločas) a juniorskou Slovanu Liberec (v 60. minutě zvyšoval na konečných 2:0). V generálce na ligu proti FK OEZ Letohrad (1:0) odehrál celý druhý poločas, když vystřídal Davida Sixtu.
V prvním ostrém střetnutím v novém dresu nastoupil v 1. kole Poháru České pošty s TJ Jiskra Ústí nad Orlicí (2:0) a ve 49. minutě obdržel žlutou kartu. Ve 2. kole proti Slavii Praha (1:3) se na hřiště dostal až 69. minutě, kdy nahradil Lukáše Mastíka.
Do prvního ligového zápasu proti FK Meteor Praha VIII (4:0) vstoupil v základní sestavě a v 75. minutě ho střídal Radim Holub; v té době měl na kontě již jeden gól, když ve 48. minutě zvyšoval na 3:0. Celý zápas odehrál hned ve druhém kole proti TJ Slavia Louňovice (0:2), tentokrát se ovšem gólově neprosadil. První žlutou kartu uviděl v 58. minutě následujícího duelu s FK Bohemians Praha (1:0); o 7 minut později ho střídal Lukáš Mastík. V základní sestavě poprvé chyběl ve 4. kole na hřišti Písku (2:4). V následujících dvou duelech v dresu Chrudimi se vítězství nedočkal. Nejprve byl u porážky na pokutové kopy na hřišti Převýšova (1:1, na pen. 4:5) – v 81. minutě ho střídal Sebastien Langr – a pak i doma se Slavojem Vyšehrad (2:4), kde vydržel jen poločas než byl vystřídán Radimem Holubem. Branky se ani v jednom případě nedočkal. Na svoji druhou branku v chrudimském dresu si musel počkat do 9. kola proti FK Admira Praha (7:0), kde ve 41. minutě zvyšoval z penalty na 5:0.
Kromě zápasů za "A" týmy si zahrál i za rezervu Chrudimi v zápase 15. kola přeboru Pardubického kraje s rezervou FK OEZ Letohrad (1:0).

### FC Vysočina Jihlava (návrat)
Jelikož z důvodu častého střídání se s exsparťanským Radimem Holubem neodehrál za Chrudim takové množství minut, jaké si vedení Vysočiny představovalo, vrátil se zpátky do Jihlavy. Tady se zapojil do zimní přípravy v modelovém utkání, ve kterém se ovšem neprosadil, zároveň se rozeběhla jednání o jeho možném novém působišti, kam by odešel na hostování. Na začátku zimní přípravy byl přeřazen do juniorky, za kterou odehrál celé utkání proti FK Čáslav (1:5). Vzápětí odešel na testy do střížkovské Bohemky.

### FK Bohemians Praha (host.)
Angažmá na Střížkově započal formou testu. Nastoupil hned v prvním zápase s FK Mladá Boleslav (3:3), odehrál celý druhý poločas a brankou v 85. minutě uzavíral účet zápasu. Také v dalším přípravném zápase na hřišti FK Baumit Jablonec (0:7) nastoupil do druhého poločasu, debaklu hostů však nezabránil. V rámci testů nastoupil i do zápasů s TJ Sokol Brozany (2:1, v 60. minutě střídán Janem Šimákem) a FK Viktoria Žižkov (1:1, o poločas střídal Michala Sedláčka). Na testech očividně zaujal, neboť se v půlce února 2015 jednalo o formě podoby jeho působení v týmu. Nakonec sem zamířil na hostování.
V rámci hostování nastoupil do několika přípravných zápasů. V souboji se sparťanskou devatenáctkou (1:2) vstřelil v 35. minutě gól, porážce však nezabránil; o poločase ho střídal Michal Sedláček. S týmem odletěl i na soustředění do Turecka, kde střížkovští porazili čínský celek FC BIT China (3:1) i FK Olimpik Doněck (1:0); ve druhém zápase Kučera v 65. minutě střídal Jana Štočka.
Vinou zranění poprvé do ligového zápasu naskočil až ve 20. kole v souboji s MFK Chrudim (2:0), když v 61. minutě střídal Aleše Melechovského. Následující zápas vynechal a v souboji 22. kola proti SK Převýšov (2:0) střídal v 81. minutě Jana Svátka. Téhož hráče střídal ve stejnou dobu i v následujícím zápase s FK Meteor Praha VIII (3:0), navíc v 90. minutě obdržel žlutou kartu.